# Perù ai XXI Giochi olimpici invernali
Il Perù ha parteciperato ai XXI Giochi olimpici invernali di Vancouver, che si sono svolti dal 12 al 28 febbraio 2010, con una delegazione di 3 atleti.

## Sci alpino
| Gara    | Atleta              | 1° manche    | 2° manche | Tempo totale | Posizione |
| ------- | ------------------- | ------------ | --------- | ------------ | --------- |
| Slalom  | Manfred Oettl Reyes | squalificato |           |              |           |
| Gigante | Manfred Oettl Reyes | 1'29"56      | 1'32"49   | 3'02"05      | 67        |

| Gara    | Atleta              | 1° manche | 2° manche  | Tempo totale | Posizione |
| ------- | ------------------- | --------- | ---------- | ------------ | --------- |
| Slalom  | Ornella Oettl Reyes | 59"61     | non finito |              |           |
| Gigante | Ornella Oettl Reyes | 1'27"25   | non finito |              |           |

## Sci di fondo
| Gara                   | Atleta           | Tempo d'arrivo | Posizione |
| ---------------------- | ---------------- | -------------- | --------- |
| 15 km a tecnica libera | Roberto Carcelen | 45'53"6        | 94        |